# François Gourmet
François Gourmet (Libramont, 28 december 1982) is een Belgische atleet, die gespecialiseerd is in de meerkamp. Hij werd zowel tweemaal Belgisch kampioen op de tienkamp als op de zevenkamp.

## Loopbaan
Gourmet werd in 2001 zevende op de Europese kampioenschappen voor junioren. Tiende werd hij op de Europese indoorkampioenschappen in 2005 en hij veroverde datzelfde jaar met 7792 punten een zilveren medaille op de universiade in İzmir. Dat jaar werd aan hem de Gouden Spike uitgereikt. Op de Europese kampioenschappen van 2006 werd hij dertiende en hij werd met 5721 punten achtste op de EK indoor van 2007.
Zijn persoonlijke record op de tienkamp van 7950 punten behaalde Gourmet in eerste instantie in september 2005 in Talence. Het was tevens een Belgisch record, dat echter in augustus 2007 alweer werd verbeterd door Hans Van Alphen en in mei 2008 door Frédéric Xhonneux. Hijzelf verbeterde zich intussen ook. Bij de wereldkampioenschappen in Osaka in 2007 werd hij op de tienkamp vijftiende met 7974 punten. Sindsdien is dat zijn beste prestatie ooit.
Naast professioneel atleet is François Gourmet van beroep industrieel ingenieur in de biotechnologie. Hij woont in Han-sur-Lesse en is aangesloten bij de atletiekvereniging RFC Liège.

## Belgische kampioenschappen
Outdoor
| Onderdeel | Jaar       |
| --------- | ---------- |
| tienkamp  | 2004, 2008 |

Indoor
| Onderdeel | Jaar                   |
| --------- | ---------------------- |
| zevenkamp | 2004, 2006, 2007, 2010 |

## Statistieken

### Persoonlijke records
Outdoor
| Onderdeel            | Prestatie | Wind (m/s) | Datum             | Plaats         |
| -------------------- | --------- | ---------- | ----------------- | -------------- |
| 100 m                | 10,58 s   | +1,6       | 30 juli 2005      | Oordegem       |
| 300 m                | 33,79 s   |            | 28 augustus 2004  | Tessenderlo    |
| 400 m                | 47,04 s   |            | 26 augustus 2003  | Daegu          |
| 1500 m               | 4.24,08   |            | 4 augustus 2007   | Niort          |
| 110 m horden         | 14,81 s   | +1,7       | 18 september 2005 | Talence        |
| hoogspringen         | 1,95 m    |            | 1 juli 2006       | Monzón         |
| polsstokhoogspringen | 5,10 m    |            | 22 augustus 2004  | Verviers       |
| verspringen          | 7,33 m    | +0,4       | 7 juli 2007       | Szczecin       |
| kogelstoten          | 14,63 m   |            | 12 juli 2008      | Heusden-Zolder |
| discuswerpen         | 42,51 m   |            | 25 mei 2008       | Oordegem       |
| speerwerpen          | 61,92 m   |            | 8 juli 2007       | Szczecin       |
| tienkamp             | 7974 p    |            | 1 september 2007  | Osaka          |

Indoor
| Onderdeel            | Prestatie      | Datum            | Plaats    |
| -------------------- | -------------- | ---------------- | --------- |
| 60 m                 | 6,90 s         | 18 februari 2005 | Liévin    |
| 1000 m               | 2.37,68        | 5 februari 2010  | Gent      |
| 60 m horden          | 8,29 s         | 5 februari 2006  | Gent      |
| hoogspringen         | 1,92 m         | 22 januari 2005  | Reims     |
| polsstokhoogspringen | 5,11 m         | 15 januari 2005  | Luxemburg |
| verspringen          | 7,28 m         | 18 februari 2005 | Liévin    |
| kogelstoten          | 14,45 m        | 22 januari 2006  | Liévin    |
| zevenkamp            | 5857 p (ex-NR) | 19 februari 2005 | Liévin    |

### Opbouw PR meerkamp en potentie op basis van PR's
In de tabel staat de uitsplitsing van het persoonlijk record op de tienkamp. In de kolommen ernaast staat ook het potentieel record, met alle persoonlijke records op de losse onderdelen en de bijbehorende punten.
|                  | Uitsplitsing PR | Uitsplitsing PR | Uitsplitsing PR |              | Potentieel record | Potentieel record |
| Onderdeel        | Prestatie       | Wind (m/s)      | Punten          | Pers. record | Punten            |                   |
| ---------------- | --------------- | --------------- | --------------- | ------------ | ----------------- | ----------------- |
| 100 m            | 10,67           | +0,7            | 935             | 10,58        | 956               |                   |
| verspringen      | 7,15            | +0,3            | 850             | 7,33         | 893               |                   |
| kogelstoten      | 13,74           |                 | 712             | 14,63        | 767               |                   |
| hoogspringen     | 1,85            |                 | 670             | 1,95         | 758               |                   |
| 400 m            | 47,98           |                 | 910             | 47,04        | 956               |                   |
| 110 m horden     | 15,02           | -0,3            | 847             | 14,81        | 873               |                   |
| discuswerpen     | 39,87           |                 | 662             | 42,51        | 716               |                   |
| polsstokspringen | 5,00            |                 | 910             | 5,11         | 944               |                   |
| speerwerpen      | 57,73           |                 | 704             | 61,92        | 767               |                   |
| 1500 m           | 4.25,51         |                 | 774             | 4.24,08      | 784               |                   |
| Puntentotaal     |                 |                 | 7974            |              | 8414              |                   |

## Palmares

### polsstokhoogspringen
- 2008:  BK AC - 5,00 m
- 2012:  BK AC - 4,90 m

### zevenkamp
- 2004:  BK indoor - 5442 p
- 2005: 10e EK in Madrid - 5736 p
- 2006:  BK indoor - 5800 p
- 2007:  BK indoor - 5746 p
- 2007: 8e EK indoor in Birmingham - 5721 p
- 2010:  BK indoor - 5767 p

### tienkamp
- 2001: 7e EK U20
- 2004:  BK AC - 7628 p
- 2005:  Universiade in İzmir - 7792 p
- 2006: 13e EK in Göteborg - 7921 p
- 2007: 15e WK - 7974 p